# در قیچی‌وار

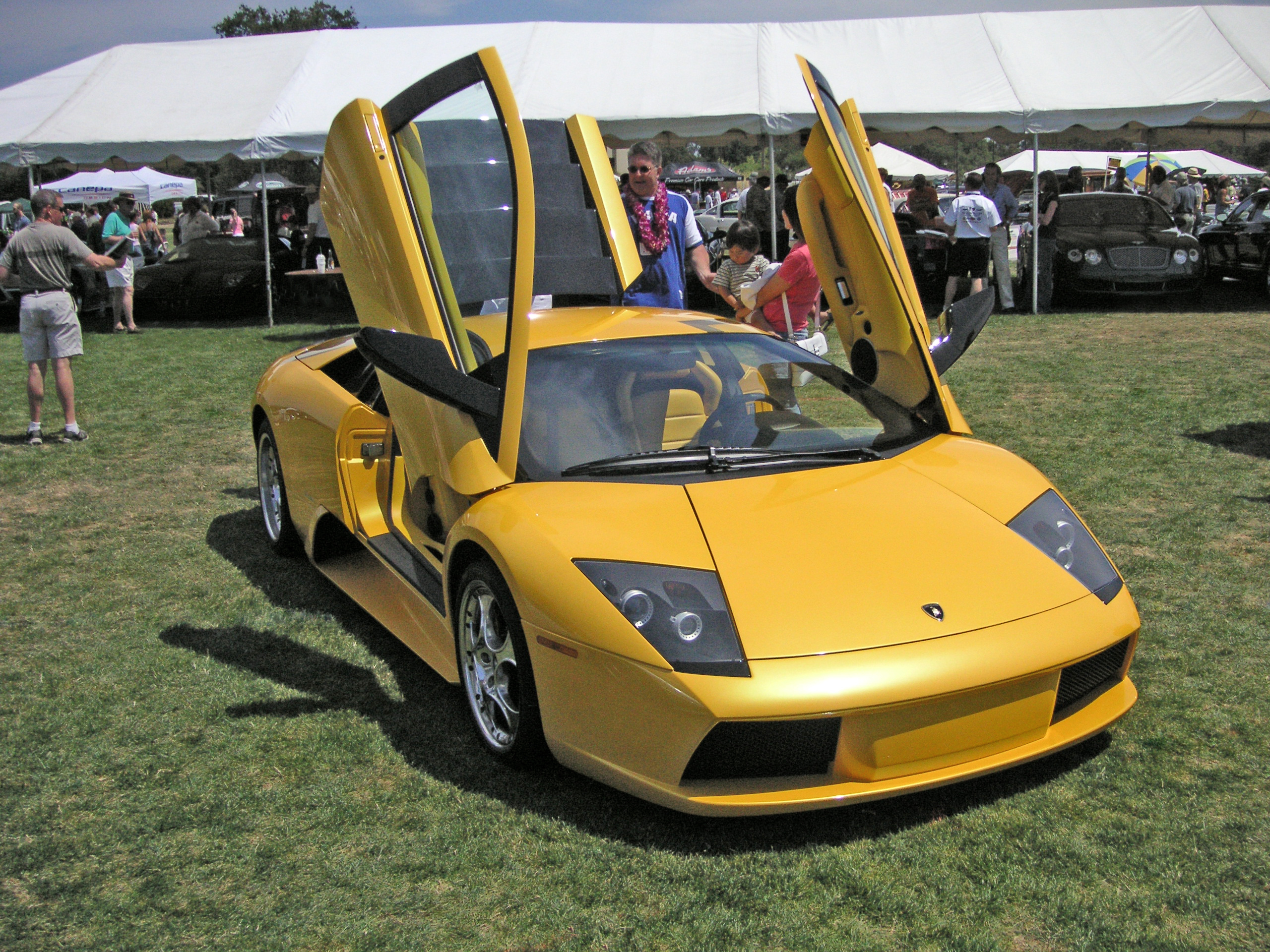
لامبورگینی مورسیه‌لاگو.

در قیچی‌وار یا در بال‌سوسکی یا در لامبو یکی از انواع در خودرو است.
گونه رایج در، در خودروهای تقویت شده‌است. درِ لامبو حرکتی حول محور دوران چرخ‌های خودرو دارد البته با زوایه‌ای محدود (بین ۹۰ تا ۱۳۰ درجه متغیر است).
مارچلو گاندینی طراح این در شناخته شده‌است. او ایدهٔ خود را روی آلفا رومئو کارابو پیاده کرد و سپس سراغ اتومبیل‌های لامبورگینی رفت. تا به امروز طرح گاندینی روی انواع مختلف لامبورگینی دیده می‌شود از جمله مورسیا لاگو. به همین علت این درها با نام لامبو (کوتاه شدهٔ لامبورگینی) هم شناخته می‌شوند.
در VLS هم جز گروه درهای قیچی‌مانند به‌شمار می‌آید. این نوع در علاوه بر حرکت به سمت بالا، به سوی خارج نیز متمایل می‌شود.

## مزایا
- خطر برخورد با در هنگام باز شدنش، برای دوچرخه سواران و موتورسواران کمتر است.
- امکان استفاده از خودرو (مثلا حرکت خودرو) را با درهای باز به ما می‌دهد، در حالیکه استفاده از خودرو با درهای معمولی بازشده، دشوار یا غیرممکن است.
- مفصل (لولا) این نوع درها در محلی مشابهِ مفصلِ درهای معمولی قرار گرفته است، بنابراین مدل (ورژن) قابل تبدیل خودرو، می‌تواند از هر کدام از این دو نوع در بهره ببرد.
- این نوع در در هنگام بازشدنش، از عرض خودرو تجاوز نمی‌کند، بنابراین برای پارک کردن خودرو در مکان‌های تنگ مفید می‌باشد. درب بال پرنده‌ای ای نیز همین قابلیت را دارد با این تفاوت که هنگام باز شدن، کمی از محدوده عرض خودرو بیرون می‌زند.[۱]

- موثر در جذابیت خودرو

## معایب
- دسترسی (و خروج) به این در، بسیار مشکل‌تر از دسترسی به در بال پرنده‌ای است و در مواقعی نیز مشکل‌تر از دسترسی به درهای معمولیست.
- هزینه ساخت لولا (مفصل) این نوع در، می‌تواند از هزینه ساخت لولای در معمولی بیشتر باشد.
- اگر ارتفاع سقف پارکینگ به اندازه کافی نباشد، در قیچی وار ممکن است هنگام باز شدن، با سقف برخورد کند.
- هنگام واژگون شدن خودرو، خروج اضطراری از این نوع در اگر غیرممکن نباشد، ممکن است سخت‌تر از درهای معمولی باشد.[۱]

## انواع
انواع مختلفی از درهای قیچی‌وار وجود دارند. نوع معمولی آن‌ها تا ۹۰ درجه می‌چرخد. درهای قیچی‌وار می‌توانند به صورت «خود بازشو» ساخته شوند که معمولاً نیز همین‌طور ساخته می‌شوند. حال به شرح انواع درهای قیچی‌وار می‌پردازیم: